# Kathedrale von Béziers

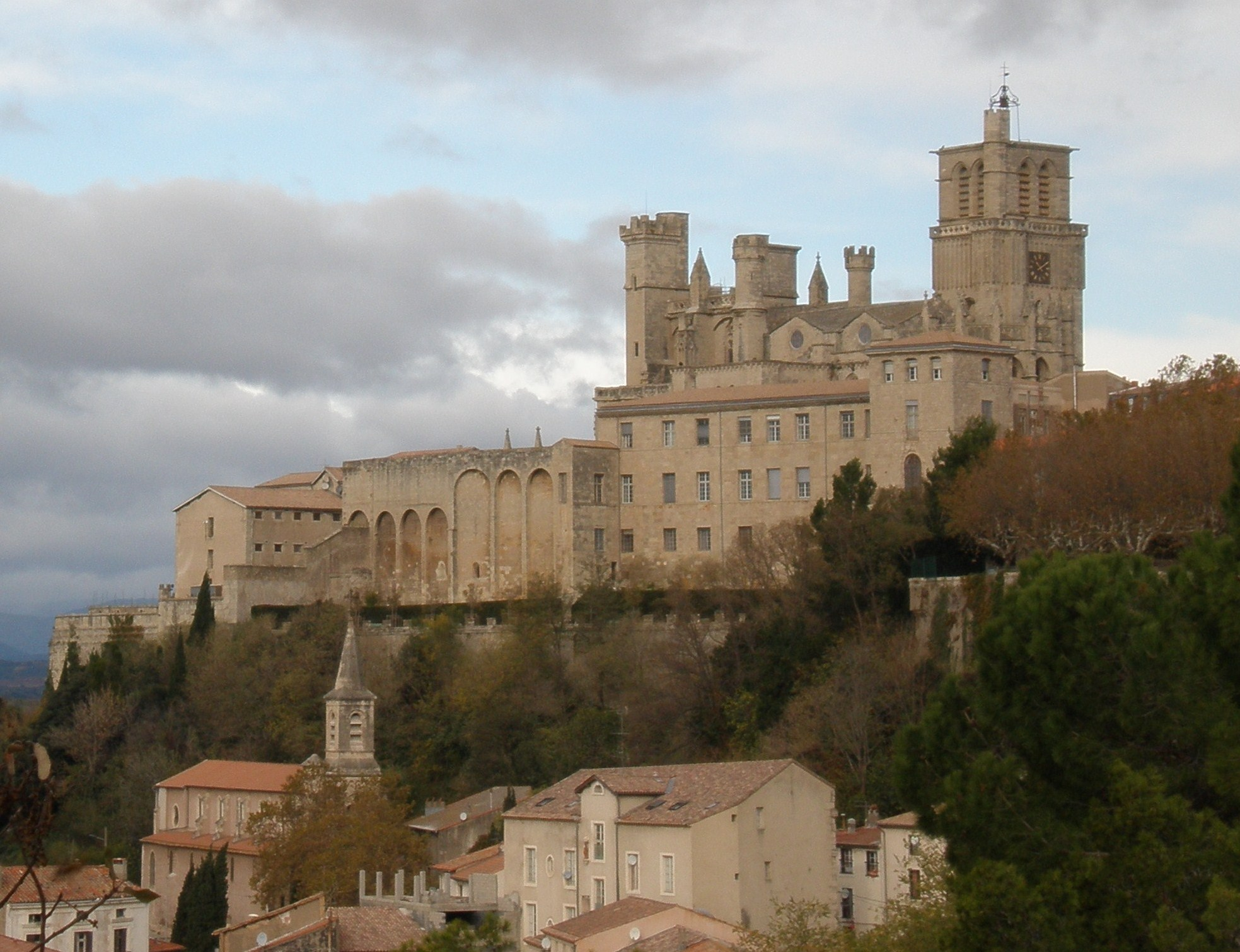
Kathedrale von Béziers

 Die Kathedrale Saint-Nazaire von Béziers steht im westlichen Teil des mittelalterlichen Béziers auf einem Felsen, der die Ebene des Orb beherrscht. Aufgrund ihrer exponierten Lage ist sie vor allem von Süden her weit sichtbar und alleine schon deshalb eines der Wahrzeichen der Stadt. Sie ist in die Liste der Monuments historiques eingetragen. Die Kathedrale war die Kirche der Bischöfe von Béziers, bis nach dem Konkordat von 1801 die Diözese Béziers 1802 mit dem Bistum Montpellier verschmolzen wurde.

## Geschichte
Die den Heiligen Nazarius und Celsus geweihte Kathedrale steht auf einem Gelände, auf dem schon zur Zeit der Römer ein Tempel stand, der Augustus und seiner Ehefrau Livia geweiht war. Im 8. Jahrhundert wird hier ein christliches Bauwerk erwähnt, später stand hier eine romanische Kirche, die während des Albigenserkreuzzugs beim Massaker von Béziers vom 22. Juli 1209 durch ein Feuer zerstört wurde. Der Wiederaufbau begann Mitte des 13. Jahrhunderts und schließt aufgrund der Größe des Gebäudes seitdem teilweise einen alten Friedhof ein.

## Das Äußere der Kirche

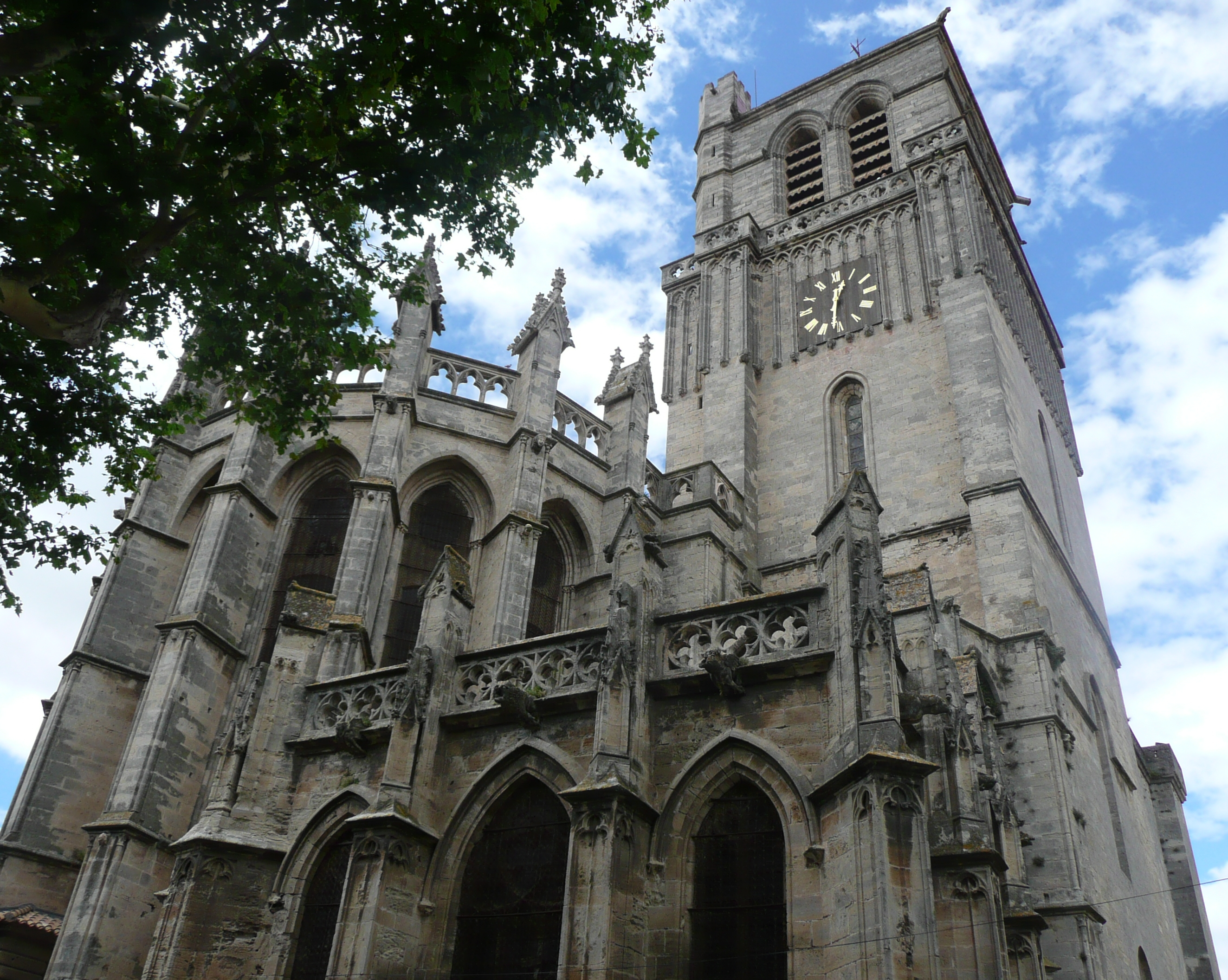
v. l. n. r.: Apsis, Sakristei und Glockenturm
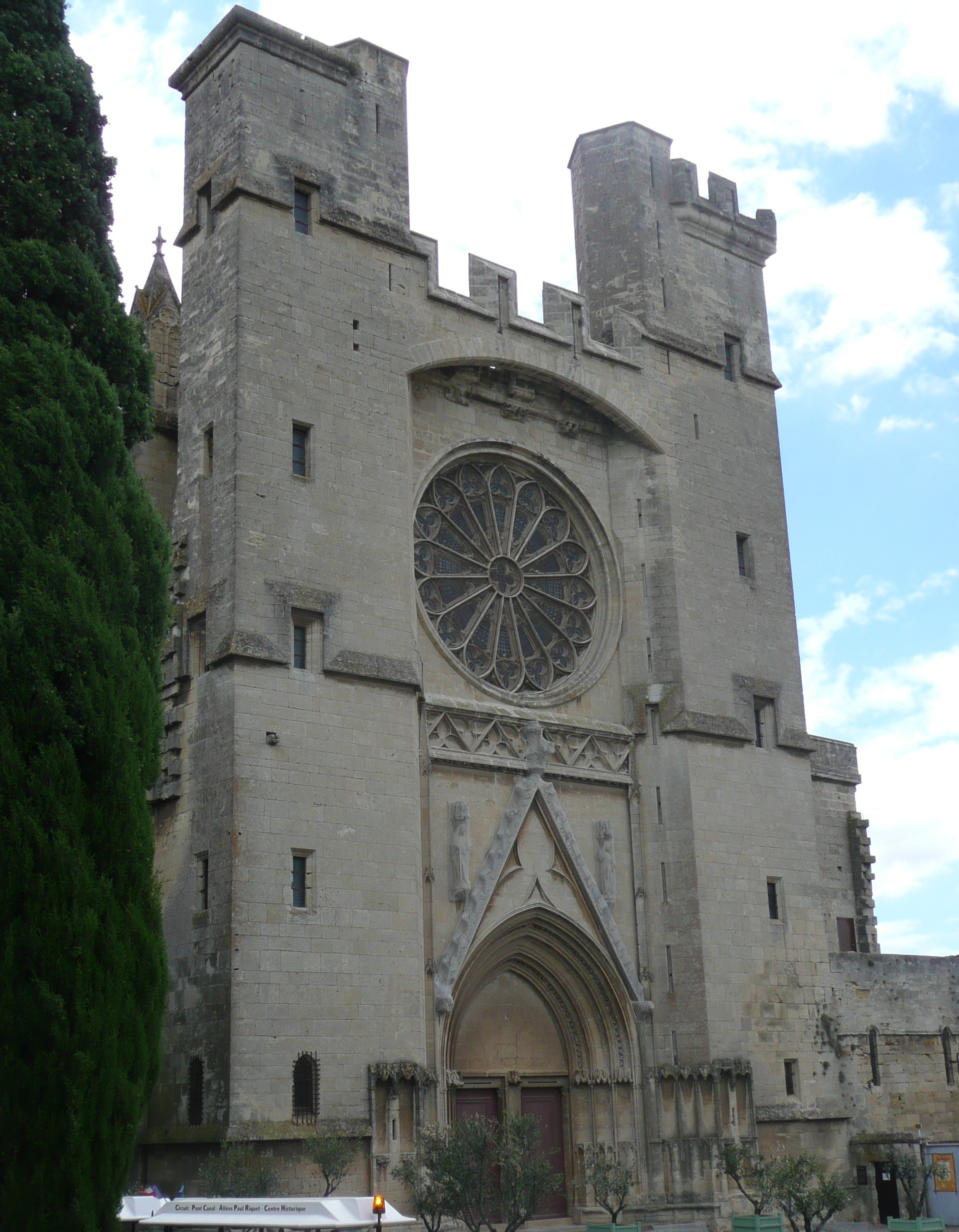
Westfassade
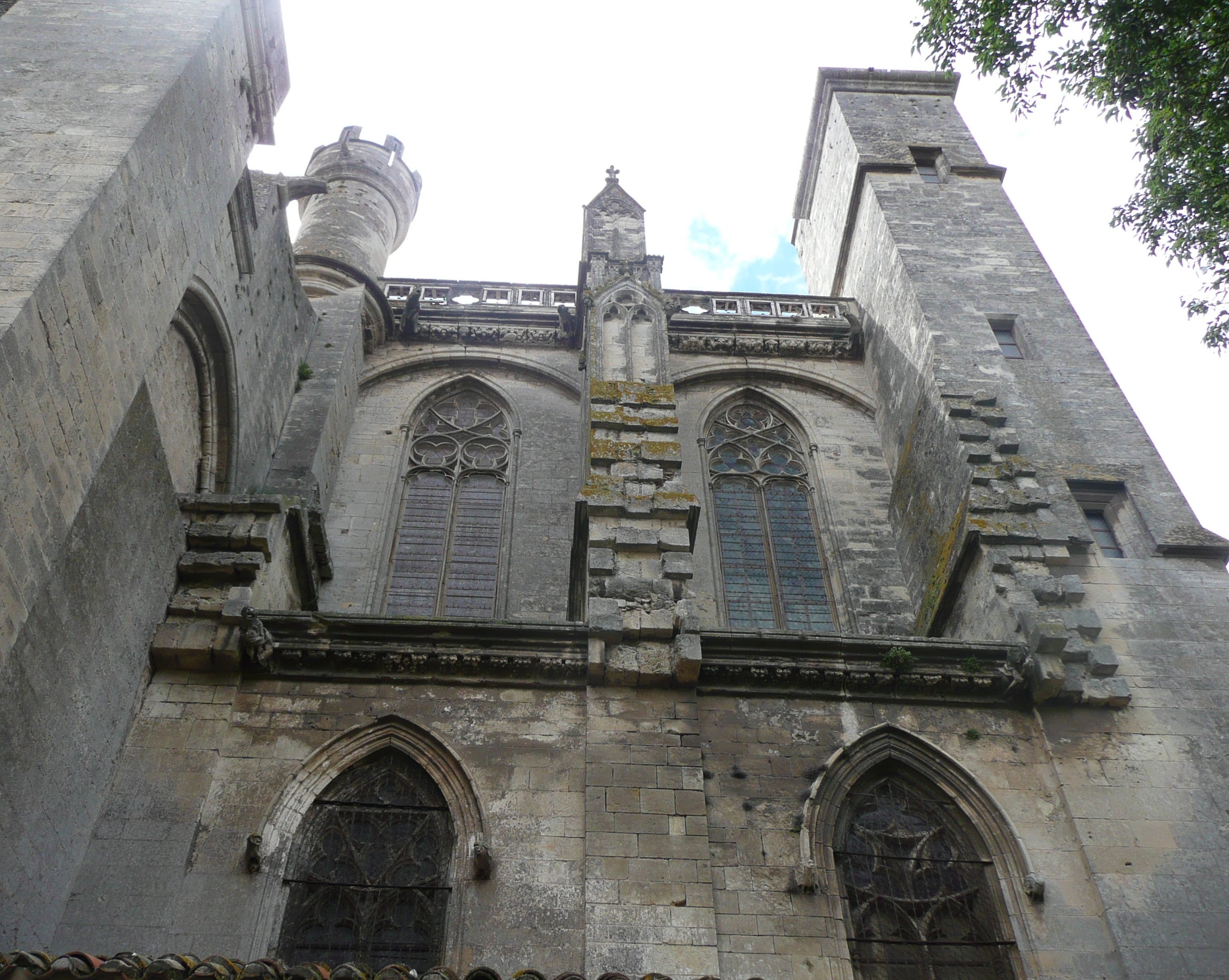
Nordmauer des Kirchenschiffs
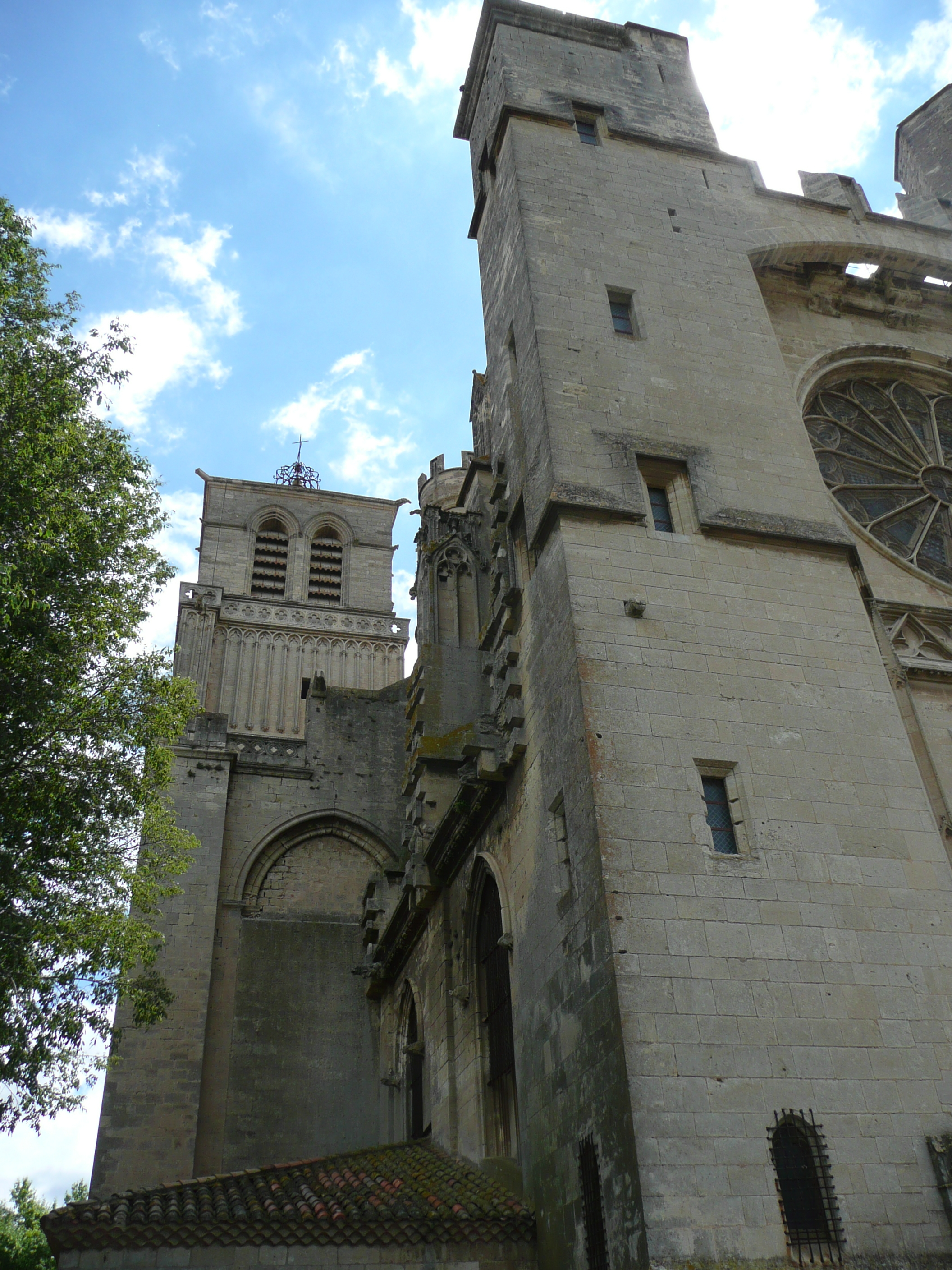
Westfassade

Die Kathedrale bietet das Bild einer Festung. Sie wird von einem 48 Meter hohen rechteckigen Turm dominiert, dem ein weiteres Türmchen (aus dem 15. Jahrhundert) und ein eiserner Campanile mit einer Glocke aus dem 18. Jahrhundert aufsitzen. Im Turm befindet sich die mit vier Tonnen Gewicht zweitgrößte Glocke des Languedoc-Roussillon (die größte ist die der Kathedrale von Montpellier).
Zahlreiche Wasserspeier (Gargouilles), einige in schlechtem Zustand, entwässern das Dach der Kathedrale. Gitter aus dem 14. Jahrhundert schützen die Glasfenster am Chor. Die Sakristei aus dem Jahr 1443 befindet sich neben der Apsis, deren schmiedeeiserne Gitter stammen aus der Bauzeit der Kirche.
Die Westfassade wird von zwei Türmen flankiert, ein weiterer, runder und zinnenbewehrter Wachtturm findet sich zurückversetzt. Die Rosette hat einen Durchmesser von zehn Metern. Darunter befindet sich das Portal (das heute nicht mehr benutzt wird), zwischen Rosette und Portal ein Maschikuli. Die Skulpturen der Fassade sind fast alle zerstört, lediglich zwei sind noch erhalten.
Der Eingang zur Kathedrale (17. Jahrhundert) findet sich an der Nordseite des Querschiffs, der hölzerne Türsturz schildert das Martyrium der beiden Kirchenpatrone.

## Das Innere der Kirche

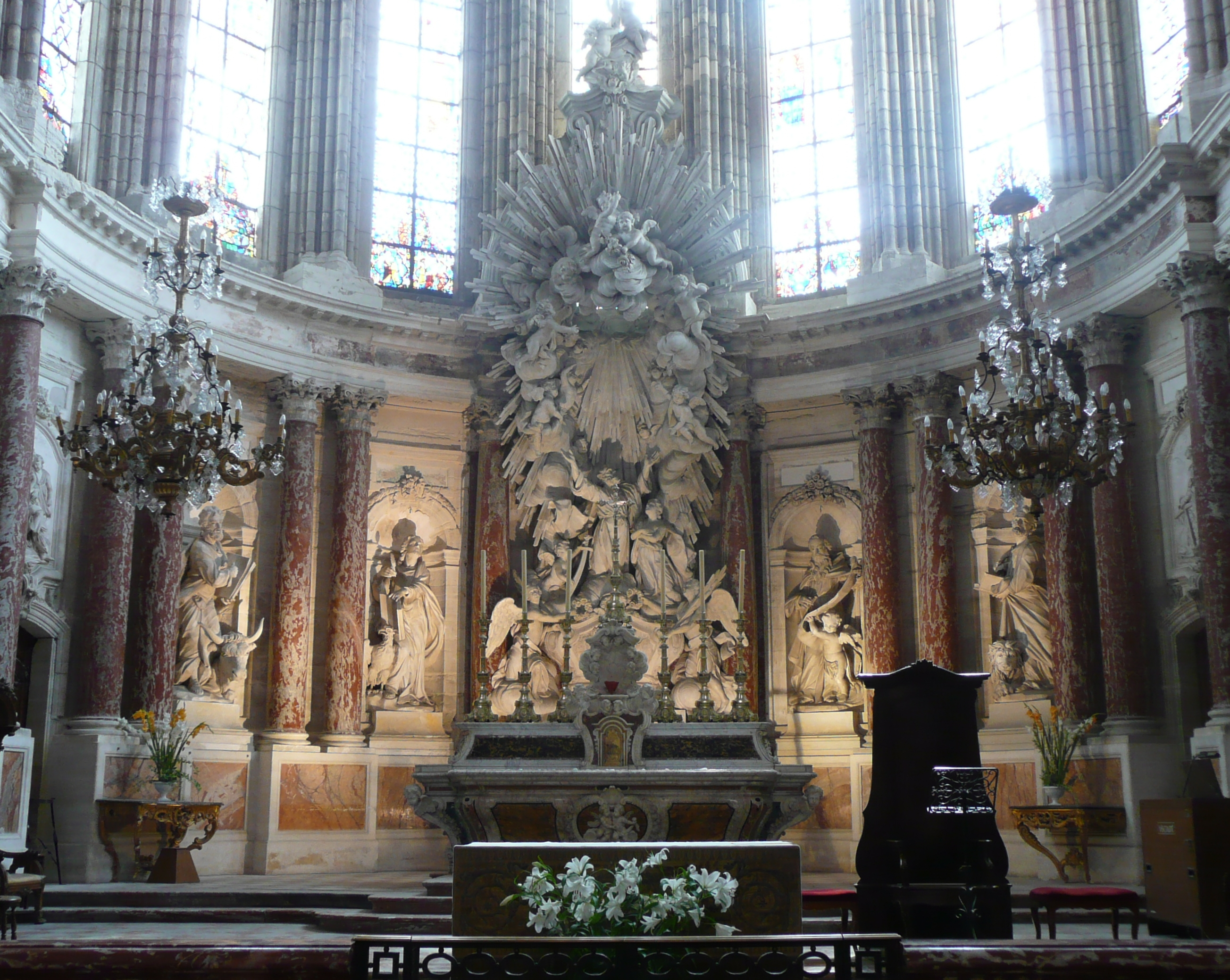
Der barocke Chor
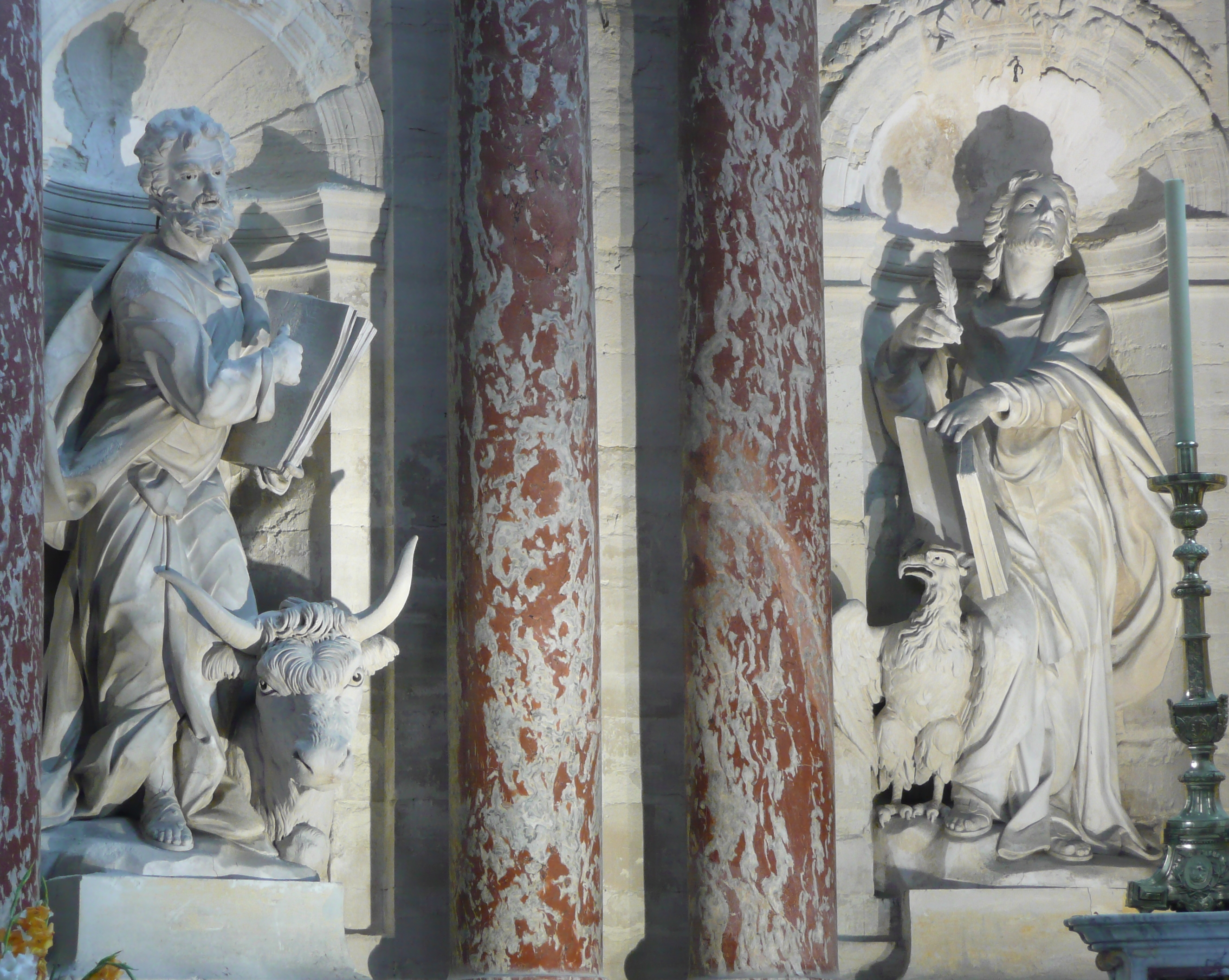
Die Evangelisten Lukas und Johannes
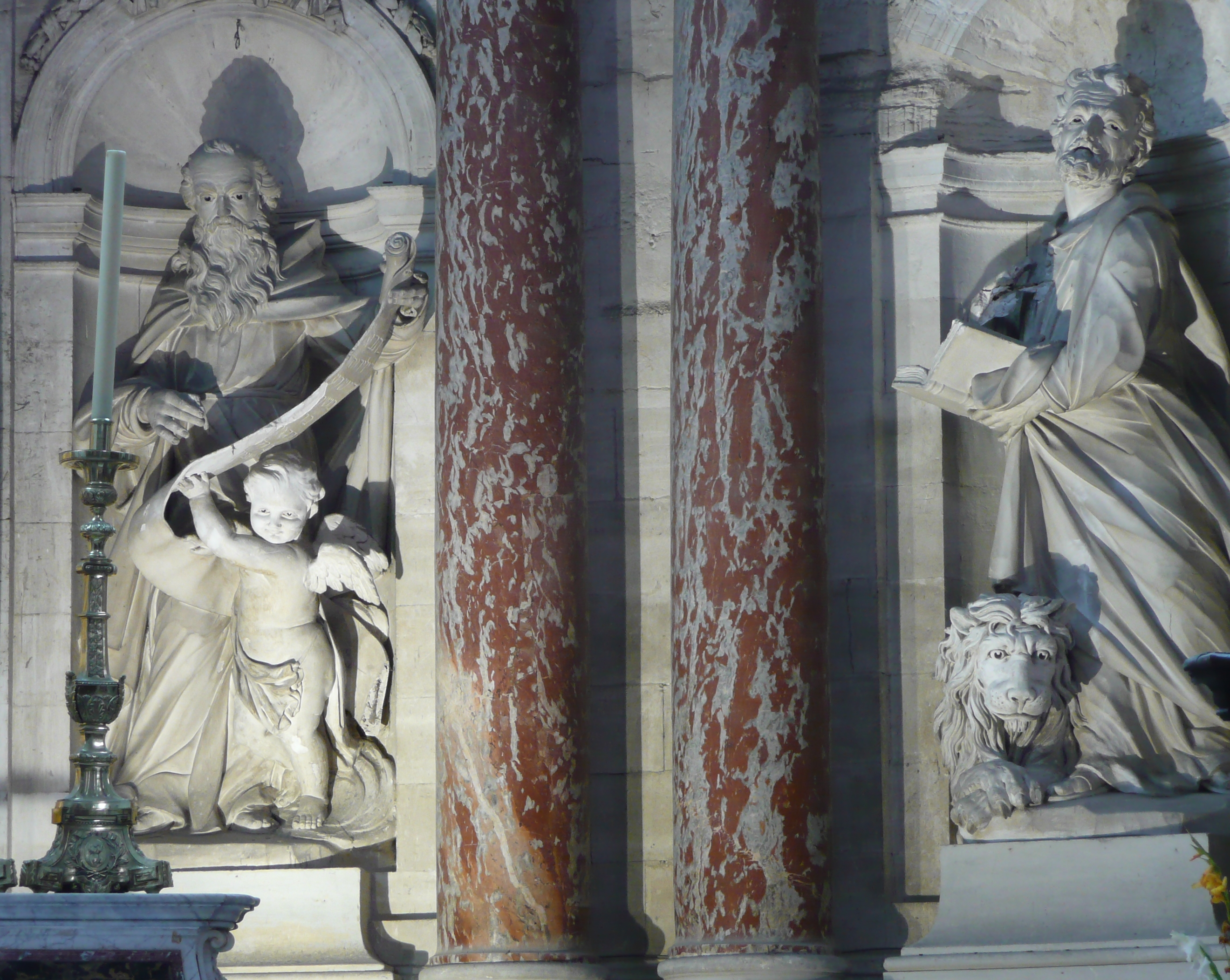
Die Evangelisten Matthäus und Markus
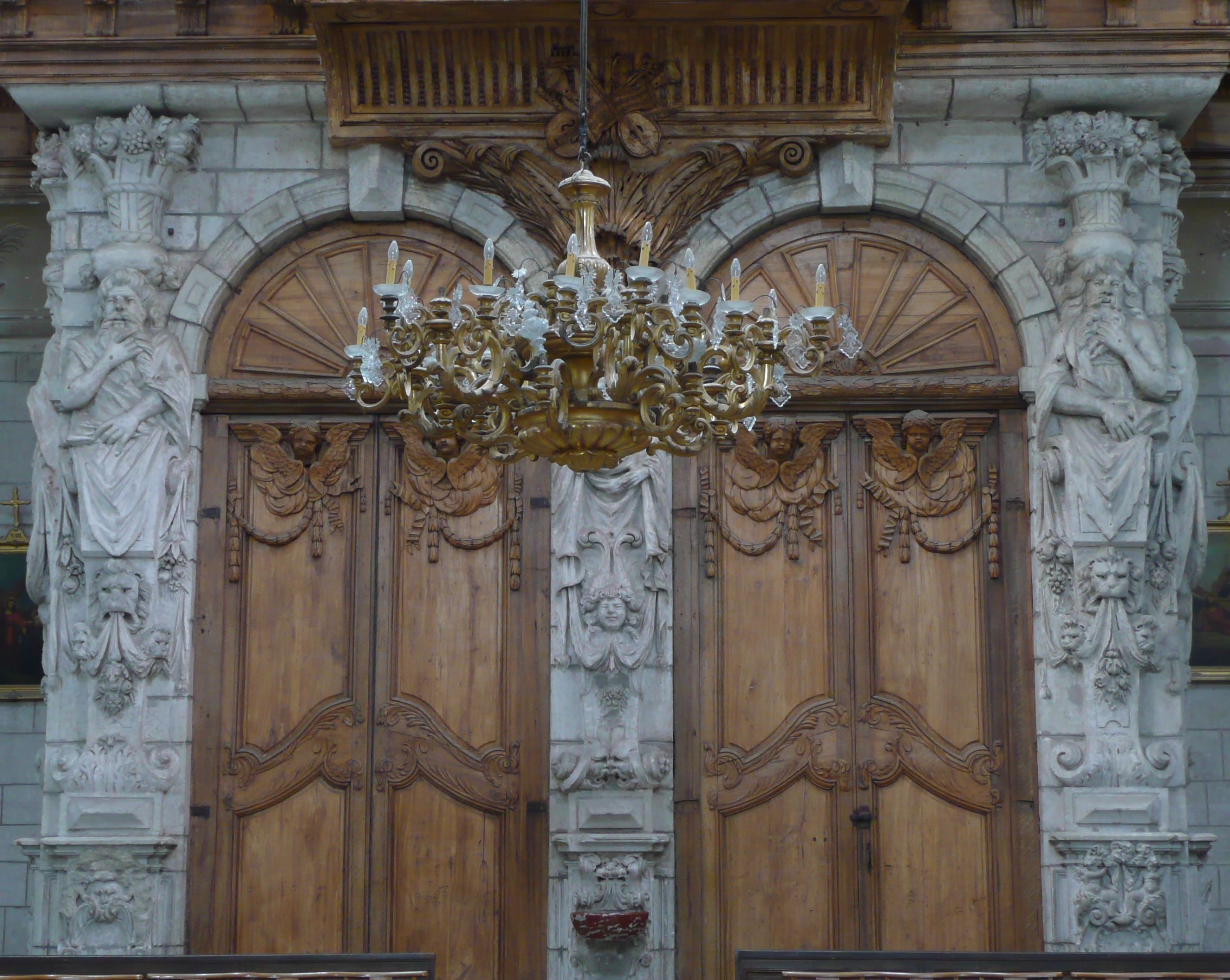
Innenansicht des Westportals unterhalb der Orgel

Der Grundriss der Kathedrale bildet ein griechisches Kreuz. Die Maße sind:
- Länge: 50 Meter
- Höhe des Kirchenschiffs: 14 Meter
- Länge des Querschiffs: 33 Meter
- Höhe des Gewölbes: 32 Meter

Im Inneren sind bemerkenswert:
- Romanische Säulen und Kapitelle als Relikte der romanischen Kathedrale. Die Mehrheit der Säulen ist gotisch. Die Bögen sind aus dem 14. Jahrhundert.
- Die Brüstung des oberen Rangs im Schiff in der Nähe des Chors ahmen gallorömische Friese nach; sie stammen aus dem 12. Jahrhundert
- Im Chor befinden sich Fenster aus der Zeit der Gotik. Sie wurden im 18. Jahrhundert im Stil des Barocks umgearbeitet und entlang der Mauer des Chors mit einer Säulenreihe aus geädertem rotem Marmor versehen, die Statuen der vier Evangelisten und den Hauptaltar aus polychromem Marmor umrahmt.
- Oberhalb der Chorgestühls befinden sich sechs große Bilder; drei davon sind mit „Thierry“ signiert und schildern Szenen aus dem Leben des Moses, die drei anderen sind Werke des Malers Raoux aus Montpellier, sie zeigen Szenen aus dem Leben des Kaisers Konstantin und seiner Mutter Helena.
- Die Mauern sind teilweise mit Fresken bedeckt, die 1917 instand gesetzt wurden. Diese Fresken stammen aus dem 14. und 15. Jahrhundert und wurden während der Hugenottenkriege schwer beschädigt und später überstrichen.
- Die Rosette mit einem Durchmesser von zehn Metern.

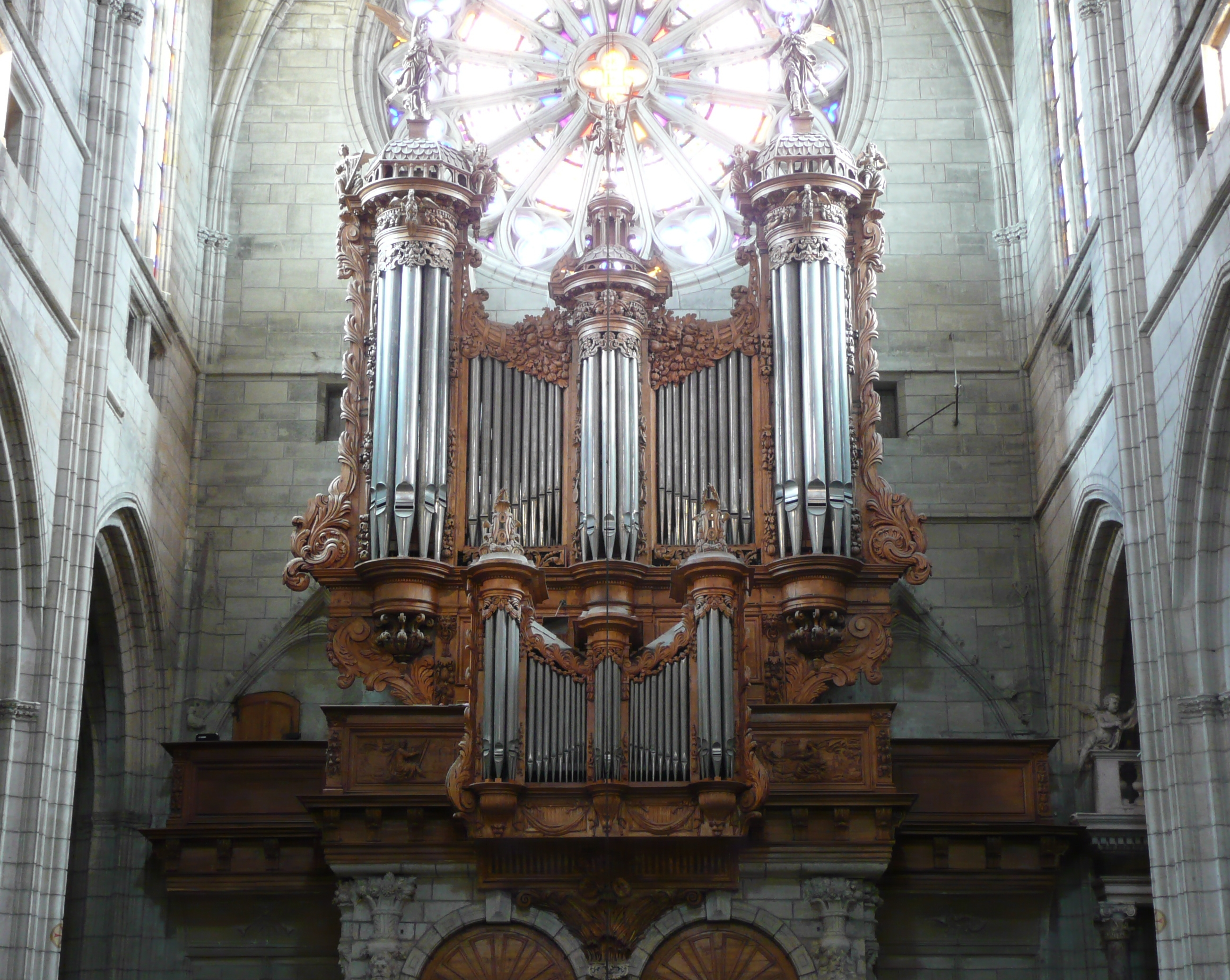
Die Orgel

- Die Orgel auf einer Bühne am westlichen Ende des Kirchenschiffs, das Buffet ist ein Werk von Guillaume Martois und stammt aus dem 17. Jahrhundert. Das Instrument datiert teilweise aus dem 17./18. Jahrhundert (Guillaume Poncher 1633, Jean de Joyeuse 1678, Joseph Isnard 1785), teilweise aus dem 19. Jahrhundert (Theodor Puget 1868). 1993 wurde die Orgel restauriert.[1]

| I Hauptwerk C–f3 |        |
| Montre           | 16′    |
| Bourdon          | 16′    |
| Montre           | 8′     |
| Bourdon          | 8′     |
| Salicional       | 8′     |
| Gambe            | 8′     |
| Gros Nazard      | 5 1⁄3′ |
| Prestant         | 4′     |
| Quinte           | 2 ⁄3′  |
| Doublette        | 2′     |
| Fourniture II-IV |        |
| Grand Cornet V   |        |
| Bombarde         | 16′    |
| 1ère Trompette   | 8′     |
| 2ème Trompette   | 8′     |
| Clairon          | 4′     |

| II Positiv C–f3    |       |
| Montre             | 8′    |
| Bourdon            | 8′    |
| Kéraulophone       | 8′    |
| Unda Maris         | 8′    |
| Prestant           | 4′    |
| Flûte Allemande    | 4′    |
| Nazard             | 2 ⁄3′ |
| Doublette          | 2′    |
| Plein-Jeu III-VIII |       |
| Trompette          | 8′    |
| Cromorne           | 8′    |
| Clairon            | 4′    |

| III Schwellwerk C–f3 |    |
| Bourdon              | 8′ |
| Flûte Harmonique     | 8′ |
| Viole de Gambe       | 8′ |
| Voix Céleste         | 8′ |
| Flûte Octaviante     | 4′ |
| Octavin              | 2′ |
| Basson-Hautbois      | 8′ |
| Trompette            | 8′ |
| Clarinette           | 8′ |
| Voix Humaine         | 8′ |
| Clairon              | 4′ |

| Pedalwerk C–f1 |     |
| Flûte ouverte  | 16′ |
| Flûte ouverte  | 8′  |
| Flûte          | 4′  |
| Contrebasson   | 32′ |
| Bombarde       | 16′ |
| Trompette      | 8′  |
| Clairon        | 4′  |

## Kreuzgang
Im Süden wurde an die Kathedrale ein Kreuzgang angebaut. Die Skulpturen im Gewölbe datieren aus dem 14. Jahrhundert. Der Kreuzgang beherbergt eine Sammlung von Steinstatuen aus verschiedenen Epochen der Geschichte der Stadt Béziers.
Unterhalb des Kreuzgangs befindet sich der Garten des Bischofspalasts, der Aussicht über den Orb, die Brücken (darunter der Pont-Vieux aus dem 13. Jahrhundert), die Schleusentreppe Fonserannes, das Oppidum d’Ensérune und die vom Pic du Canigou überragte Pyrenäenkette bietet.